# Agelasta quadrimaculata
Agelasta quadrimaculata là một loài bọ cánh cứng trong họ Cerambycidae.